# Gorm (монітор)

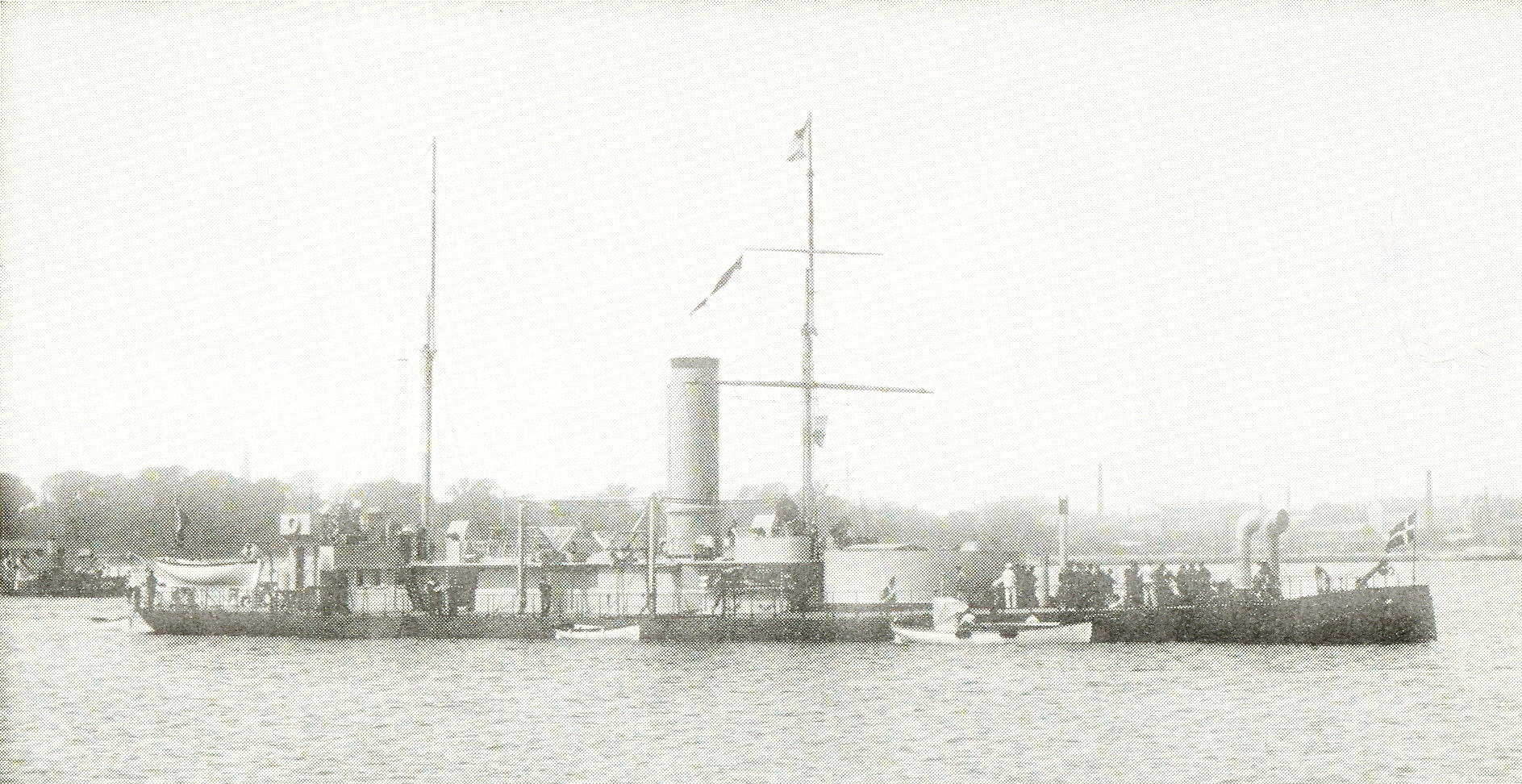
Данський монітор «Gorm»

Gorm — монітор, побудований для ВМС Данії в 1860-х. Він був розібраний на метал у 1912.

## Опис
Корабель мав загальну довжину 71 метр, з бімсом у 12, 9 метрів. Осадка складала 4,37 метра, а водотоннажність 2313 тонни. Екіпаж складався з 150 офіцерів і матросів.
Gorm два парових двигуни виробництва фірми John Penn and Sons . Вони забезпечували потужність у 1600 кінських сил та швидкість до 12,5 вузлів (23,2 км/год). Корабель міг нести до 113 тон вугілля.
Монітор спочатку був озброєний двома дульнозарядними нарізними гарматами Armstrong у єдиній башті. В 1875 додатково встановили дві 76 міліметрові казнозарядні нарізні гармати. До 1889 встановили ще шість 87 міліметрових гармати  Ще за два роки встановили дві скорострільні 57 міліметрові гармати Гочкіса. Нарешті застарілі дульнозарядні гармати головного калібру були замінені двома німецькими скорострільними 150 міліметровими гарматами.
Корабель мав повний броньований пояс вздовж ватерлінії  товщиною 178 міліметрів. Башта була захищена 203 міліметровими (8-дюймовими) броньовими плитами.